# Sakura Wars - Il film
Sakura Wars - Il film (サクラ大戦 活動写真?, Sakura taisen - Katsudō shashin) è un film d'animazione del 2001 diretto da Mitsuru Hongō.
Il film, adattamento per il grande schermo della serie Sakura Wars, è stato proiettato nei cinema giapponesi il 22 dicembre 2001 insieme a Slayers Premium, Azumanga daiō: The Very Short Movie e Di Gi Charat.
Negli Stati Uniti è stato licenziato dalla Pioneer Animation (attuale Geneon Entertainment), così come tutti i precedenti anime legati alla serie.
In Italia il film è stato presentato al Future Film Festival il 19 gennaio 2002. In seguito è stato distribuito per il solo mercato home video dalla Eagle Pictures.

## Trama
Gli eventi di questo film si svolgono nel lasso di tempo che intercorre fra Sakura Wars 3 e Sakura Wars 4. Lachette Altair viene spedita nella capitale dell'impero, Tokyo, da New York per lavorare insieme alla Flower Division, corpo speciale delle forze di assalto imperiali, per sostituire il comandante del gruppo, Ichirō Ōgami, che invece si trova a Parigi.
Nel frattempo, Douglas-Stewart, una compagnia statunitense guidata dal sinistro presidente Brent Furlong, presenta un piano per rendere la divisione obsoleta. Quando il comandante Ikki Yoneda viene catturato e l'intera divisione viene messa in standby a tempo indeterminato, le sorti della Flower Division e dell'intera Tokyo sono in gioco.